# Volley 2002 Forlì 2005-2006
Questa voce raccoglie le informazioni riguardanti il Volley 2002 Forlì nelle competizioni ufficiali della stagione 2005-2006.

## Stagione
La stagione 2005-06 è per il Volley 2002 Forlì, sponsorizzato dal Tecnomec Europa Systems, la quarta consecutiva in Serie A1; come allenatore viene scelto Mauro Marasciulo, sostituito poi a marzo da Davide Baraldi, mentre la rosa della squadra viene in parte modificata: sostanzialmente l'ossatura rimane quella dell'annata precedente, anche se sono da segnalare le partenze di Carolina Costagrande, Darina Mifkova e Kinga Maculewicz e gli arrivi di Cornelia Dumler, Mia Jerkov, Manuela Caponi e, a campionato in corso, Valeria Rosso.
Il campionato inizia con quattro sconfitte consecutive: la prima vittoria arriva alla quinta giornata, in casa, per 3-0, contro il Santeramo Sport; gli ultimi sei incontri del girone d'andata sono caratterizzati da soli altri due successi, uno contro lo Start Volley Arzano e l'altro, in trasferta, contro l'Airone, facendo finire la squadra romagnola al nono posto in classifica. Anche il girone di ritorno si apre con due sconfitte consecutive, per poi vincere la sfida in trasferta contro il Volley Club Padova: il prosieguo del campionato è segnato da altri sei stop di fila ed un ultimo successo alla penultima giornata contro la formazione di Tortolì: il Volley 2002 Forlì conclude la regular season al decimo posto in classifica, non qualificandosi ai play-off scudetto.
Il decimo posto in classifica al termine della regular season permette al club di Forlì di partecipare alla Coppa di Lega: tuttavia nella fase a girone viene sconfitto in entrambe le partite disputate, chiudendo il proprio girone all'ultimo posto, non qualificandosi per la finale.
Tutte le squadre partecipanti alla Serie A1 2005-06 sono qualificate direttamente alla Coppa Italia; il Volley 2002 Forlì comincia il proprio cammino nel torneo dagli ottavi di finale contro l'Airone: dopo aver perso la gara di andata, vince quella di ritorno, qualificandosi per i quarti di finale grazie ad un miglior quoziente set. Tuttavia nel turno successivo viene eliminato dal Giannino Pieralisi Volley che vince sia la sfida di andata che quella di ritorno.

## Organigramma societario
Area direttiva
- Presidente: Giuseppe Camorani

Area tecnica
- Allenatore: Mauro Marasciulo (fino al 15 marzo 2006), Davide Baraldi (dal 15 marzo 2006)
- Allenatore in seconda: Andrea Fiuzzi
- Scout man: Enrico Vetricini, Sara Zampilli

Area sanitaria
- Medico: Giampiero Valgimigli
- Preparatore atletico: Gianluca Briganti
- Fisioterapista: Michele Bianchi

## Rosa
| N° | Nome                | Ruolo | Data di nascita   | Nazionalità sportiva |
| -- | ------------------- | ----- | ----------------- | -------------------- |
| 2  | Martina Lombardi    | C     | 4 agosto 1989     | Italia               |
| 3  | Kenny Moreno        | S/O   | 6 gennaio 1979    | Colombia             |
| 4  | Tania Poli          | S     | 15 ottobre 1978   | Italia               |
| 5  | Ilaria Garzaro      | C     | 29 settembre 1986 | Italia               |
| 6  | Manuela Caponi      | C     | 20 luglio 1979    | Italia               |
| 7  | Rachele Sangiuliano | P     | 23 giugno 1981    | Italia               |
| 8  | Cornelia Dumler     | S     | 22 gennaio 1982   | Germania             |
| 9  | Cristina Vecchi     | L     | 29 marzo 1983     | Italia               |
| 10 | Sonja Percan        | S     | 8 maggio 1981     | Croazia              |
| 11 | Alessandra Petrucci | P     | 11 febbraio 1983  | Italia               |
| 12 | Valeria Rosso       | C     | 24 ottobre 1981   | Italia               |
| 13 | Flavia Dias         | C     | 19 giugno 1976    | Brasile              |
| 15 | Mia Jerkov          | S/O   | 5 dicembre 1982   | Croazia              |

## Mercato
| Acquisti | Acquisti            | Acquisti         | Acquisti   |
| R.       | Nome                | da               | Modalità   |
| -------- | ------------------- | ---------------- | ---------- |
| C        | Manuela Caponi      | Airone           | definitivo |
| C        | Flavia Dias         | Promo Firenze    | definitivo |
| S        | Cornelia Dumler     | Bayer Leverkusen | definitivo |
| S/O      | Mia Jerkov          | Uraločka         | definitivo |
| C        | Martina Lombardi    | ?                | definitivo |
| S        | Sonja Percan        | Pula             | definitivo |
| P        | Alessandra Petrucci | Corsico          | definitivo |
| C        | Valeria Rosso       | Airone           | definitivo |
| L        | Cristina Vecchi     | Sassuolo         | definitivo |

| Cessioni | Cessioni             | Cessioni           | Cessioni   |
| R.       | Nome                 | a                  | Modalità   |
| -------- | -------------------- | ------------------ | ---------- |
| P        | Doria Carnesecchi    | ?                  | definitivo |
| S        | Carolina Costagrande | Robursport Pesaro  | definitivo |
| C        | Francesca Devetag    | Manzano            | definitivo |
| C        | Flavia Dias          | ?                  | definitivo |
| C        | Kinga Maculewicz     | Robursport Pesaro  | definitivo |
| S        | Marianna Masoni      | Santeramo          | definitivo |
| S        | Darina Mifkova       | Giannino Pieralisi | definitivo |
| C        | Ângela Moraes        | ?                  | definitivo |
| L        | Carla Rossetto       | Reggio Emilia      | definitivo |
| L        | Elke Wijnhoven       | Airone             | definitivo |
| P        | Valeria Zanin        | Reggio Emilia      | definitivo |

## Risultati

### Serie A1

#### Girone di andata
| 1ª giornata - 8 ottobre 2005 PalaGalassi, Forlì     | Forlì              | 0 - 3 | Robursport Pesaro | 22-25, 10-25, 17-25               |
| 2ª giornata - 12 ottobre 2005 PalaMaddalene, Chieri | Chieri             | 3 - 1 | Forlì             | 16-25, 25-19, 25-21, 26-24        |
| 3ª giornata - 16 ottobre 2005 PalaGalassi, Forlì    | Forlì              | 1 - 3 | Club Padova       | 25-18, 24-26, 23-25, 18-25        |
| 4ª giornata - 30 ottobre 2005 PalaNorda, Bergamo    | Bergamo            | 3 - 0 | Forlì             | 25-22, 25-17, 25-18               |
| 5ª giornata - 6 novembre 2005 PalaGalassi, Forlì    | Forlì              | 3 - 0 | Santeramo         | 33-31, 25-16, 25-22               |
| 6ª giornata - 27 novembre 2005 PalaGalassi, Forlì   | Forlì              | 2 - 3 | Vicenza           | 23-25, 16-25, 25-23, 25-20, 13-15 |
| 7ª giornata - 4 dicembre 2005 PalaDalLago, Novara   | Asystel            | 3 - 1 | Forlì             | 25-20, 25-18, 17-25, 25-13        |
| 8ª giornata - 11 dicembre 2005 PalaGalassi, Forlì   | Forlì              | 3 - 1 | Arzano            | 25-22, 25-21, 22-25, 25-12        |
| 9ª giornata - 18 dicembre 2005 PalaTriccoli, Jesi   | Giannino Pieralisi | 3 - 0 | Forlì             | 25-15, 29-27, 25-17               |
| 10ª giornata - 8 gennaio 2006 PalaITC, Tortolì      | Airone             | 0 - 3 | Forlì             | 23-25, 23-25, 13-25               |
| 11ª giornata - 15 gennaio 2006 PalaGalassi, Forlì   | Forlì              | 2 - 3 | Sirio Perugia     | 18-25, 24-26, 25-22, 25-18, 20-22 |

#### Girone di ritorno
| 12ª giornata - 22 gennaio 2006 PalaDionigi, Sant'Angelo in Lizzola  | Robursport Pesaro | 3 - 0 | Forlì              | 25-15, 25-14, 25-23               |
| 13ª giornata - 25 gennaio 2006 PalaGalassi, Forlì                   | Forlì             | 2 - 3 | Chieri             | 15-25, 25-22, 21-25, 25-23, 11-15 |
| 14ª giornata - 29 gennaio 2006 PalaArcella, Padova                  | Club Padova       | 0 - 3 | Forlì              | 17-25, 22-25, 24-26               |
| 15ª giornata - 5 febbraio 2006 PalaGalassi, Forlì                   | Forlì             | 1 - 3 | Bergamo            | 19-25, 25-19, 22-25, 16-25        |
| 16ª giornata - 19 febbraio 2006 PalaCooper, Santeramo in Colle      | Santeramo         | 3 - 1 | Forlì              | 23-25, 25-23, 25-19, 25-23        |
| 17ª giornata - 26 febbraio 2006 Palasport Città di Vicenza, Vicenza | Vicenza           | 3 - 1 | Forlì              | 25-23, 19-25, 25-23, 25-21        |
| 18ª giornata - 4 marzo 2006 PalaGalassi, Forlì                      | Forlì             | 1 - 3 | Asystel            | 25-22, 23-25, 18-25, 19-25        |
| 19ª giornata - 12 marzo 2006 PalaCasoria, Casoria                   | Arzano            | 3 - 0 | Forlì              | 25-21, 25-19, 25-15               |
| 20ª giornata - 19 marzo 2006 PalaGalassi, Forlì                     | Forlì             | 1 - 3 | Giannino Pieralisi | 19-25, 11-25, 25-21, 25-27        |
| 21ª giornata - 26 marzo 2006 PalaGalassi, Forlì                     | Forlì             | 3 - 0 | Airone             | 27-25, 25-17, 25-17               |
| 22ª giornata - 2 aprile 2006 PalaEvangelisti, Perugia               | Sirio Perugia     | 3 - 0 | Forlì              | 25-19, 25-19, 25-18               |

### Coppa Italia

#### Fase a eliminazione diretta
| Ottavi di finale (andata) - 1º novembre 2005 PalaITC, Tortolì   | Airone             | 3 - 2 | Forlì              | 25-23, 17-25, 25-21, 22-25, 15-11 |
| Ottavi di finale (ritorno) - 8 dicembre 2005 PalaGalassi, Forlì | Forlì              | 3 - 0 | Airone             | 25-21, 25-22, 27-25               |
| Quarti di finale (andata) - 1º febbraio 2006 PalaGalassi, Forlì | Forlì              | 0 - 3 | Giannino Pieralisi | 17-25, 15-25, 17-25               |
| Quarti di finale (ritorno) - 8 febbraio 2006 PalaTriccoli, Jesi | Giannino Pieralisi | 3 - 0 | Forlì              | 25-16, 25-21, 25-18               |

### Coppa di Lega

#### Fase a gironi
| 1ª giornata - 15 aprile 2006 PalaGalassi, Forlì                  | Forlì   | 1 - 3 | Chieri | 25-18, 23-25, 16-25, 14-25 |
| 2ª giornata - 19 aprile 2006 Palasport Città di Vicenza, Vicenza | Vicenza | 3 - 0 | Forlì  | 25-21, 25-18, 25-19        |

## Statistiche

### Statistiche di squadra
| Competizione  | Punti | In casa | In casa | In casa | In trasferta | In trasferta | In trasferta | Totale | Totale | Totale |
| Competizione  | Punti | G       | V       | P       | G            | V            | P            | G      | V      | P      |
| ------------- | ----- | ------- | ------- | ------- | ------------ | ------------ | ------------ | ------ | ------ | ------ |
| Serie A1      | 18    | 11      | 3       | 8       | 11           | 2            | 9            | 22     | 5      | 17     |
| Coppa Italia  | -     | 2       | 1       | 1       | 2            | 0            | 2            | 4      | 1      | 3      |
| Coppa di Lega | 0     | 1       | 0       | 1       | 1            | 0            | 1            | 2      | 0      | 2      |
| Totale        | -     | 14      | 4       | 10      | 14           | 2            | 12           | 28     | 6      | 22     |

G = partite giocate; V = partite vinte; P = partite perse

### Statistiche dei giocatori
| Giocatore      | Serie A1 | Serie A1 | Serie A1 | Serie A1 | Serie A1 | Coppa Italia | Coppa Italia | Coppa Italia | Coppa Italia | Coppa Italia | Coppa di Lega | Coppa di Lega | Coppa di Lega | Coppa di Lega | Coppa di Lega | Totale | Totale | Totale | Totale | Totale |
| Giocatore      | P        | PT       | AV       | MV       | BV       | P            | PT           | AV           | MV           | BV           | P             | PT            | AV            | MV            | BV            | P      | PT     | AV     | MV     | BV     |
| -------------- | -------- | -------- | -------- | -------- | -------- | ------------ | ------------ | ------------ | ------------ | ------------ | ------------- | ------------- | ------------- | ------------- | ------------- | ------ | ------ | ------ | ------ | ------ |
| M. Caponi      | 19       | 135      | 81       | 42       | 12       | 4            | 27           | 13           | 11           | 3            | 2             | 11            | 5             | 5             | 1             | 25     | 173    | 99     | 58     | 16     |
| F. Dias        | 8        | 40       | 24       | 11       | 5        | 2            | 0            | 0            | 0            | 0            | -             | -             | -             | -             | -             | 10     | 40     | 24     | 11     | 5      |
| C. Dumler      | 22       | 200      | 173      | 9        | 18       | 4            | 43           | 39           | 2            | 2            | 2             | 3             | 3             | 0             | 0             | 28     | 246    | 215    | 11     | 20     |
| I. Garzaro     | 17       | 47       | 35       | 11       | 1        | 4            | 19           | 16           | 3            | 0            | 2             | 3             | 3             | 0             | 0             | 23     | 69     | 54     | 14     | 1      |
| M. Jerkov      | 20       | 236      | 201      | 19       | 16       | 3            | 38           | 35           | 1            | 2            | 1             | 8             | 6             | 1             | 1             | 24     | 282    | 242    | 21     | 19     |
| M. Lombardi    | -        | -        | -        | -        | -        | -            | -            | -            | -            | -            | -             | -             | -             | -             | -             | -      | -      | -      | -      | -      |
| K. Moreno      | 22       | 388      | 338      | 33       | 17       | 3            | 55           | 49           | 4            | 2            | 2             | 32            | 27            | 3             | 2             | 27     | 475    | 414    | 40     | 21     |
| S. Percan      | 11       | 3        | 2        | 1        | 0        | 3            | 7            | 7            | 0            | 0            | 2             | 4             | 4             | 0             | 0             | 16     | 14     | 13     | 1      | 0      |
| A. Petrucci    | 4        | 5        | 2        | 1        | 2        | 2            | 0            | 0            | 0            | 0            | 2             | 0             | 0             | 0             | 0             | 8      | 5      | 2      | 1      | 2      |
| T. Poli        | 15       | 60       | 53       | 4        | 3        | 3            | 22           | 18           | 4            | 0            | 2             | 8             | 7             | 1             | 0             | 20     | 90     | 78     | 9      | 3      |
| V. Rosso       | 12       | 109      | 74       | 32       | 3        | 2            | 4            | 4            | 0            | 0            | 2             | 14            | 11            | 3             | 0             | 16     | 127    | 89     | 35     | 3      |
| R. Sangiuliano | 22       | 73       | 33       | 31       | 9        | 4            | 11           | 6            | 3            | 2            | 2             | 7             | 3             | 4             | 0             | 28     | 91     | 42     | 38     | 11     |
| C. Vecchi      | 20       | -        | -        | -        | -        | 4            | -            | -            | -            | -            | 2             | -             | -             | -             | -             | 26     | -      | -      | -      | -      |

P = presenze; PT = punti totali; AV = attacchi vincenti; MV = muri vincenti; BV = battute vincenti